# Nucifraga
A Nucifraga a madarak (Aves) osztályának verébalakúak (Passeriformes) rendjébe, ezen belül a varjúfélék (Corvidae) családjába tartozó nem.

## Rendszerezésük
A nemet Mathurin Jacques Brisson francia zoológus írta le 1760-ban, az alábbi fajok tartoznak ide:
- amerikai fenyőszajkó (Nucifraga columbiana)
- fenyőszajkó (Nucifraga caryocatactes)
- nagypettyes fenyőszajkó (Nucifraga multipunctata)

## Előfordulásuk
A három faj szétszórtan, Európa, Ázsia és Észak-Amerika területén honos. Természetes élőhelyeik az erdők és cserjések, valamint emberi környezet. Állandó, nem vonuló fajok.

## Megjelenésük
Testhosszuk 30-34 centiméter körüli.